# أولايفينزا

علم البلدية

شعار البلدية

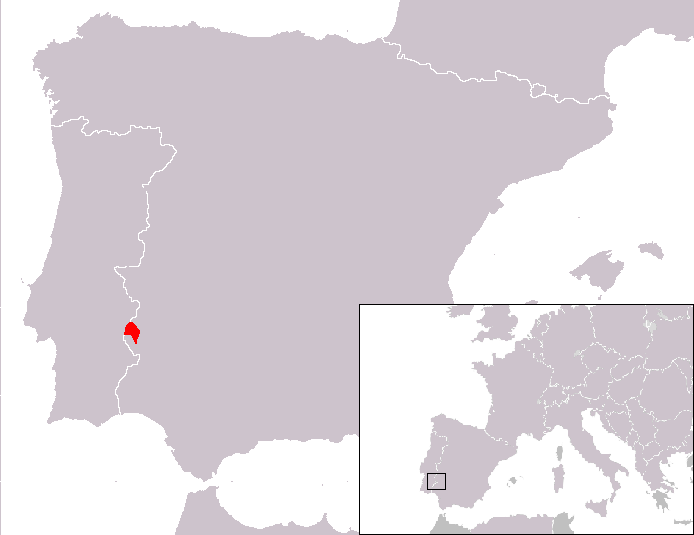
موقع البلدية

بلدية أولايفينزا (بالإسبانية: Olivenza)‏، هي إحدى بلديات مقاطعة بطليوس، التي تقع في منطقة إكستريمادورا، والتي تقع في غرب إسبانيا.
يبلغ عدد سكانها 11.512 نسمة وفقاً لإحصائية سنة (2005). بينما تبلغ مساحتها 750 كم{\displaystyle 2}. وبذلك تكون الكثافة السكانية 27 نسمة/كم2. تقع المدينة على ارتفاع 327 م عن سطح البحر.
لا تعترف البرتغال بسيادة إسبانيا على هذه المدينة ,

## توأمة
لأولايفينزا اتفاقيات توأمة مع:
- ليريا

## أعلام
- خيسوس كاراسكو خاراميو
- غويلرمو فرنانديز
- هومبرتو ديلغادو
- باولو دا غاما

## وصلات خارجية
- الموقع الرسمي (بالإسبانية)